# مغان‌لی (خواجه‌وند)
مغان‌لی (ترکی آذربایجانی: Muğanlı) یک منطقهٔ مسکونی در جمهوری آرتساخ است که در استان مارتونی واقع شده‌است.